# Sortaler Term
Als Sortale Terme (englisch sortals) werden in der Sprachphilosophie Prädikate bezeichnet, die sich auf Gegenstände beziehen, die voneinander räumlich verschieden und daher abzählbar sind. Beispiele sind insbesondere Prädikate, die Sorten oder Arten von materiellen Gegenständen bestimmen wie Tische und Stühle, Äpfel und Birnen.
Durch die sortalen Terme wird festgelegt, was als ein Individuum einer Sorte und was bereits als ein anderes derselben Sorte gilt. Dadurch machen sie es möglich, einzelne Individuen ein und derselben Art oder Sorte voneinander abzuheben und zu zählen.
Ein solches Prädikat ist z. B. „Katze“. Eine Katze ist von einer anderen bestimmt abgegrenzt; ein Teil einer Katze kann nicht als „Katze“ bezeichnet werden. Hingegen sind z. B. „rot“ oder „Wasser“ nicht Prädikate dieser Art. Wenn zwei rote Gegenstände bestimmt gegeneinander abgegrenzt sind, dann nicht dadurch, dass sie rot sind. Diese Prädikate widersetzen sich auch nicht einer beliebigen Teilung: Jeder Teil einer roten Fläche ist immer noch rot.
Der Terminus wurde von Peter Strawson eingeführt.  Der Sache nach beschreibt bereits Gottlob Frege einen sortalen Term als einen Begriff, „der das unter ihn Fallende bestimmt abgrenzt und keine beliebige Zerteilung gestattet“.

## Grammatische Verwendung
Sortale Terme können in der Subjekt- („Diese Katze ...“) und Prädikatposition („... ist eine Katze“) eines Satzes verwendet werden.
In der Subjektposition dienen sortale Terme in Kombination mit anderen Termen als Mittel referentieller Akte.  Wenn ein sortaler Term in der  Prädikatposition vorkommt, so wird durch ihn das Referenzobjekt des Terms in der Subjektposition in seiner Art bestimmt.
Im Unterschied zu anderen Prädikaten könne sortale Terme grammatisch nur mit einem Artikel verwendet werden („die Katze“, „eine Katze“). Demonstrativpronomina wie „dies“ können nur als singuläre Termini fungieren, wenn sie zusammen mit sortalen Termen verwendet werden („dieser Berg“, „dieser Käfer“ etc.).

## Sprachphilosophische Bedeutung

### Ausdruck räumlicher und zeitlicher Einheit
Ein unter einen sortalen Term fallendes Individuum stellt eine räumliche und eine zeitliche Einheit dar. Es ist räumlich gegenüber anderen Individuen abgrenzbar und bleibt während der gesamten Dauer seiner Existenz dasselbe. Aus diesem Grund können die Individuen, die unter die sortalen Terme fallen, auch gezählt werden. Jedwede räumliche oder zeitliche Zerteilung würde es als Individuum seiner Art aufheben. Das Referieren mit Hilfe sortaler Terme ist unabhängig von zufälligen Merkmalen der Referenzobjekte. Ihre Kenntnis ist zudem notwendig, um überhaupt erfolgreich referieren zu können: wollen wir auf einen Gegenstand Bezug nehmen, so müssen wir seine Art oder Sorte kennen.
Die für das Zählen der Individuen einer Art notwendigen Identitätskriterien sind mit der Intension sortaler Terme mitgegeben. Wer den Sinn des sortalen Terms „Katze“ versteht, der kann eine Katze von einer anderen abheben und weiß, dass ein räumlicher oder zeitlicher Teil einer Katze nicht mehr eine Katze ist. Hat ein Sprecher den Sinn eines sortalen Terms verstanden, so hat er das Individuationsprinzip erfasst, das ihm erlaubt, die Individuen oder die Exemplare, auf die der Term zutrifft, voneinander zu unterscheiden und zu zählen.

### Konventionalismus-Debatte
In der klassischen sprachanalytischen Philosophie wurden die sortalen Terme rein konventionalistisch gedeutet. Danach werden die Individuen einer Art aufgrund rein sprachlicher Konventionen „konstituiert“. Kennzeichnend für diesen Standpunkt ist Quines These, dass ein Term mit verschiedenen Identitätskriterien gekoppelt sein kann und dass von diesen seine Extension abhängig ist. Würde z. B. der Term „Hase“ nicht mit dem zeitlichen Anfang und Ende von Hasen koinzidieren, wären diese verschieden von Hasen in unserem Sinn. Je nach Identitätskriterien müssten dann Hasen auch anders gezählt werden. Die Freiheit der konventionellen Festsetzung ist aber auch für die Konventionalisten durch pragmatische Rücksichten eingeschränkt, da einige Festsetzungen sich für das alltägliche Sprechen als zu umständlich erwiesen.
Gegen den klassischen konventionalistischen Standpunkt wurde von David Wiggins der Einwand erhoben, dass das, was ein Individuum ist, nicht auf beliebige sprachliche Konventionen zurückgeführt werden könne.
Wiggins veranschaulicht seinen Einwand mit der biblischen Geschichte von Lots Ehefrau, die beim Zurückblicken auf den Feuerregen zur Salzsäule erstarrte. Wiggins fragt, ob wir nicht im Sinn der konventionalistischen Deutung einen neuen sortalen Term „Frau-Säule“ einführen könnten, der mit neuen Identitätsbedingungen gekoppelt ist, und so sagen, es handle sich um ein und dasselbe Individuum, das vor und nach dem Feuerregen existierte. Wiggins betont, dass dies unserer intuitiven Überzeugung widerspricht, durch Einführen neuer sortaler Terme die Existenz von Individuen beliebig zu verlängern bzw. zu verkürzen.

## Philosophiegeschichtliche Entwicklung
Das Konzept der sortalen Terme kann als Wiederentdeckung des aristotelischen Substanzbegriffs verstanden werden. Für  Aristoteles zeichneten sich die Substanzprädikate dadurch aus, dass sie Gestaltprädikate sind und ein Prinzip der Zählbarkeit (hen arithmo) enthalten. In der frühen Neuzeit wurde das aristotelische Substanzkonzept dann durch John Locke und David Hume verworfen.  Anstelle von einem selbst nicht wahrnehmbaren Substrat ging man nun davon aus, dass den Gegenständen raum-zeitlich instantiierte Bündel von Eigenschaften zugrunde liegen (Bündeltheorie), auf die mit dem Wort „dies“ verwiesen werden könnte. Dies Auffassung hielt sich im englischen Empirismus bis Bertrand Russell und wurde erst wieder durch das Konzept der sortalen Terme in Frage gestellt.